# 圖爾戈亞克湖
圖爾戈亞克湖是俄羅斯的湖泊，位於車里雅賓斯克州，海拔320米，鄰近米阿斯，面積26.38平方公里，平均深度19.2米，最大深度34米，湖岸線長度27公里，湖中有6個島嶼，湖水十分清澈，水質與貝加爾湖相若。

## 外部連結
- Lake Turgoyak Photographs （页面存档备份，存于）